# Raatosaari (ö i Kymmenedalen, Kouvola, lat 60,95, long 27,08)
Raatosaari är en ö i Finland. Den ligger i sjön Immasenjärvi och i kommunen Kouvola i den ekonomiska regionen  Kouvola ekonomiska region  och landskapet Kymmenedalen, i den södra delen av landet, 140 km nordost om huvudstaden Helsingfors. Öns area är 0,1 hektar och dess största längd är 100 meter i sydväst-nordöstlig riktning.